# Saint-Michel-de-Lanès
Pour les articles homonymes, voir Saint-Michel.
Saint-Michel-de-Lanès [sɛ̃ miʃɛl də lanɛs]  est une commune française, située dans le nord-ouest du département de l'Aude en région Occitanie.
Sur le plan historique et culturel, la commune fait partie du Lauragais, l'ancien « Pays de Cocagne », lié à la fois à la culture du pastel et à l’abondance des productions, et de « grenier à blé du Languedoc ». Exposée à un climat océanique altéré, elle est drainée par l'Hers-Mort, la Ganguise, le ruisseau de ribigou, le ruisseau du Caransou et par divers autres petits cours d'eau. La commune possède un patrimoine naturel remarquable : un site Natura 2000 (le « piège et collines du Lauragais ») et une zone naturelle d'intérêt écologique, faunistique et floristique.
Saint-Michel-de-Lanès est une commune rurale qui compte 487 habitants en 2022, après avoir connu un pic de population de 1 008 habitants en 1851. Elle fait partie de l'aire d'attraction de Toulouse. Ses habitants sont appelés les Saint-Michelais ou  Saint-Michelaises.
Le patrimoine architectural de la commune comprend un immeuble protégé au titre des monuments historiques : l'église Saint-Michel, inscrite en 2007.

## Géographie

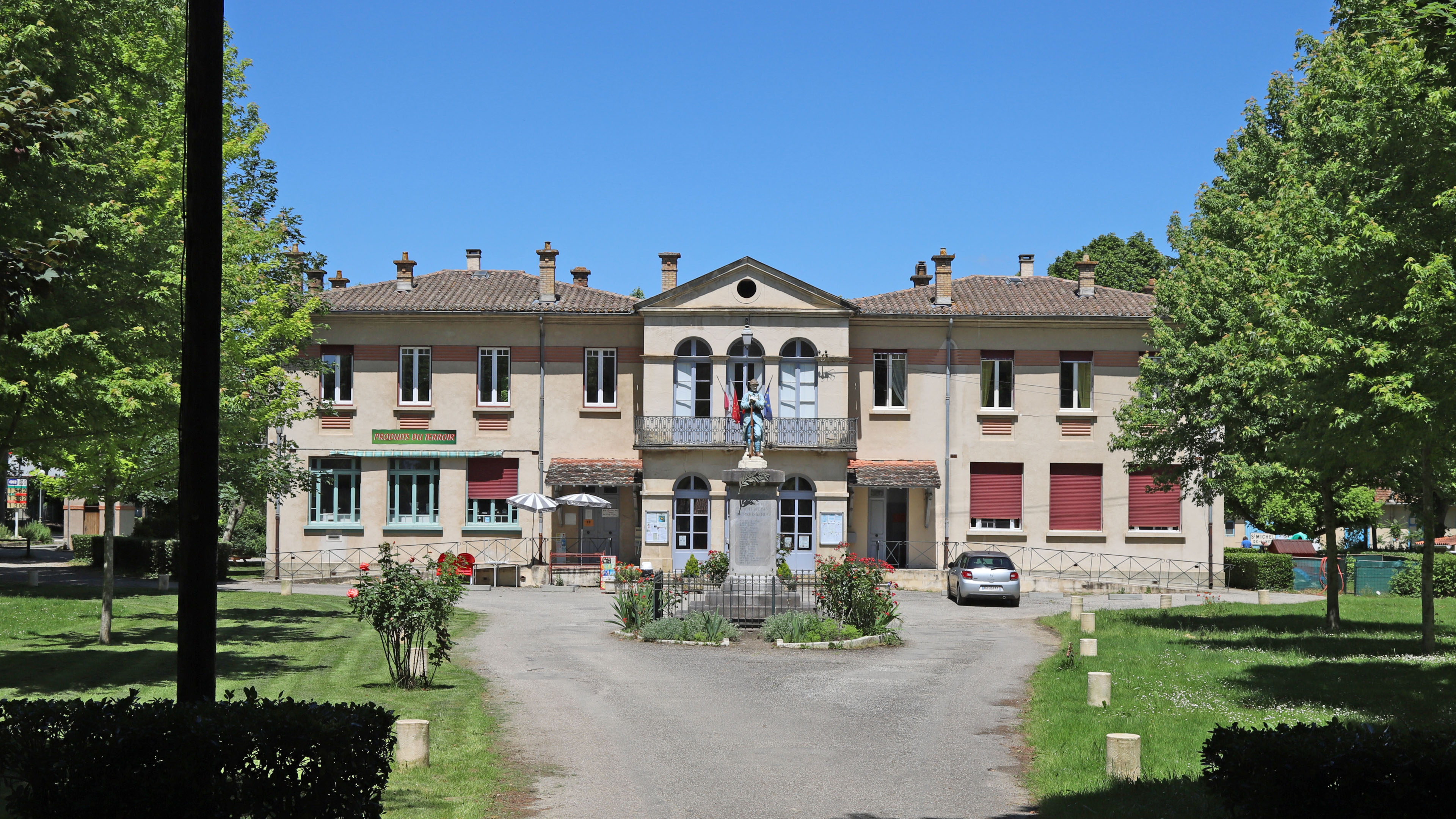
Mairie.

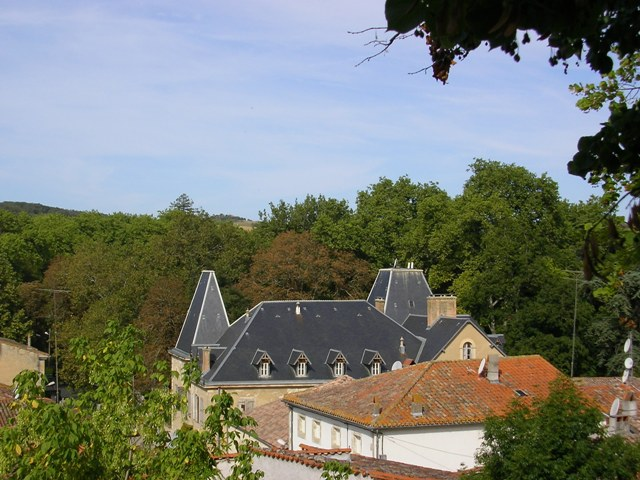
Vue du château du haut du village.

Commune de l'aire d'attraction de Toulouse située dans le Lauragais sur l'Hers-Mort. C'est une commune limitrophe avec le département de la Haute-Garonne.

### Communes limitrophes
Saint-Michel-de-Lanès est limitrophe de huit autres communes dont quatre dans le département de la Haute-Garonne.
Les communes limitrophes sont  Avignonet-Lauragais, Beauteville, Belflou, Caignac, Gourvieille, Lagarde, Marquein et Salles-sur-l'Hers.
| Beauteville (Haute-Garonne) | Avignonet-Lauragais (Haute-Garonne) | Gourvieille       |
| Lagarde (Haute-Garonne)     | Saint-Michel-de-Lanès               | Belflou           |
| Caignac (Haute-Garonne)     | Marquein                            | Salles-sur-l'Hers |

### Géologie et relief
La superficie de la commune est de 1 303 hectares ; son altitude varie de 189  à   302 mètres.

### Hydrographie
La commune est dans le bassin de la Garonne, au sein du bassin hydrographique Adour-Garonne. Elle est drainée par l'Hers Mort, la Ganguise, le ruisseau de ribigou, le ruisseau du Caransou, un bras de l'Hers Mort, le ruisseau d'en Garric, le ruisseau d'Enjon, le ruisseau des Pradels, le ruisseau de Turenne et par divers petits cours d'eau, qui constituent un réseau hydrographique de 21 km de longueur totale,.
L'Hers-Mort, d'une longueur totale de 89,3 km, prend sa source dans la commune de Laurac et s'écoule du sud-est vers le nord-ouest. Il traverse la commune et se jette dans la Garonne à Grenade, après avoir traversé 40 communes.
La Ganguise, d'une longueur totale de 16,7 km, prend sa source dans la commune de Villeneuve-la-Comptal et s'écoule du sud-est vers le nord-ouest. Elle traverse la commune et se jette dans l'Hers-Mort à Beauteville, après avoir traversé 10 communes.

### Climat
Pour des articles plus généraux, voir Climat de l'Occitanie et Climat de l'Aude.
En 2010, le climat de la commune est de type climat du Bassin du Sud-Ouest, selon une étude s'appuyant sur une série de données couvrant la période 1971-2000. En 2020, Météo-France publie une typologie des climats de la France métropolitaine dans laquelle la commune est exposée à un climat océanique altéré et est dans la région climatique Aquitaine, Gascogne, caractérisée par une pluviométrie abondante au printemps, modérée en automne, un faible ensoleillement au printemps, un été chaud (19,5 °C), des vents faibles, des brouillards fréquents en automne et en hiver et des orages fréquents en été (15 à 20 jours).
Pour la période 1971-2000, la température annuelle moyenne est de 13,1 °C, avec une amplitude thermique annuelle de 15,6 °C. Le cumul annuel moyen de précipitations est de 724 mm, avec 9,4 jours de précipitations en janvier et 5,3 jours en juillet. Pour la période 1991-2020, la température moyenne annuelle observée sur la station météorologique la plus proche, située sur la commune de Montferrand à 7 km à vol d'oiseau, est de 13,7 °C et le cumul annuel moyen de précipitations est de 758,8 mm,. Pour l'avenir, les paramètres climatiques de la commune estimés pour 2050 selon différents scénarios d'émission de gaz à effet de serre sont consultables sur un site dédié publié par Météo-France en novembre 2022.

### Milieux naturels et biodiversité

#### Réseau Natura 2000

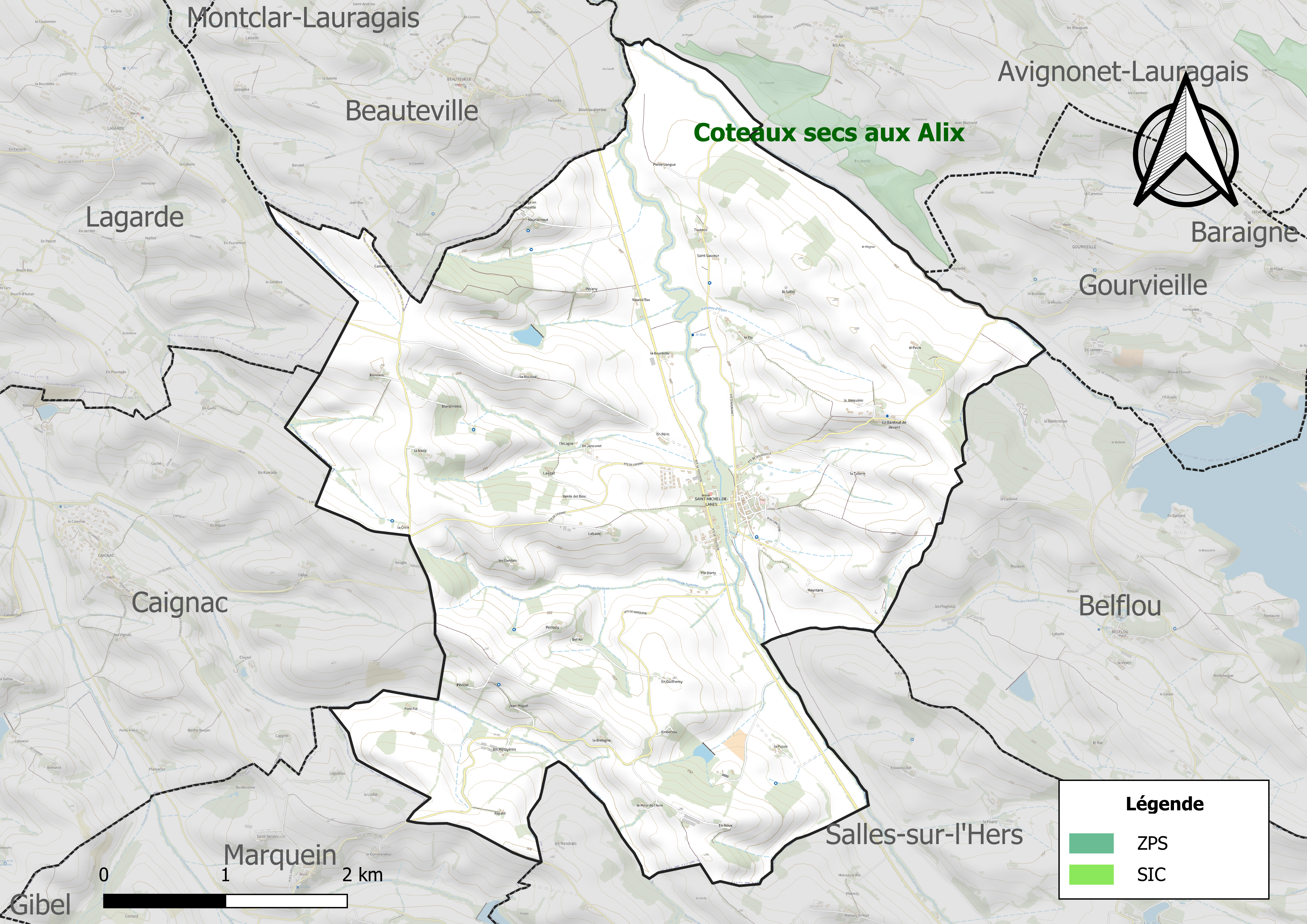
Sites Natura 2000 sur le territoire communal.

Le réseau Natura 2000 est un réseau écologique européen de sites naturels d'intérêt écologique élaboré à partir des directives habitats et oiseaux, constitué de zones spéciales de conservation (ZSC) et de zones de protection spéciale (ZPS).
Un site Natura 2000 a été défini sur la commune au titre  de la directive oiseaux : le « piège et collines du Lauragais », d'une superficie de 31 216 ha, ayant une position de transition entre la Montagne Noire et les premiers contreforts pyrénéens. On y voit donc régulièrement des espèces à grand domaine vital soit en chasse, soit à la recherche soit de sites de nidification : le Vautour fauve, l'Aigle royal, le Faucon pèlerin sont ainsi plus ou moins régulièrement observés sur le territoire concerné.

#### Zones naturelles d'intérêt écologique, faunistique et floristique

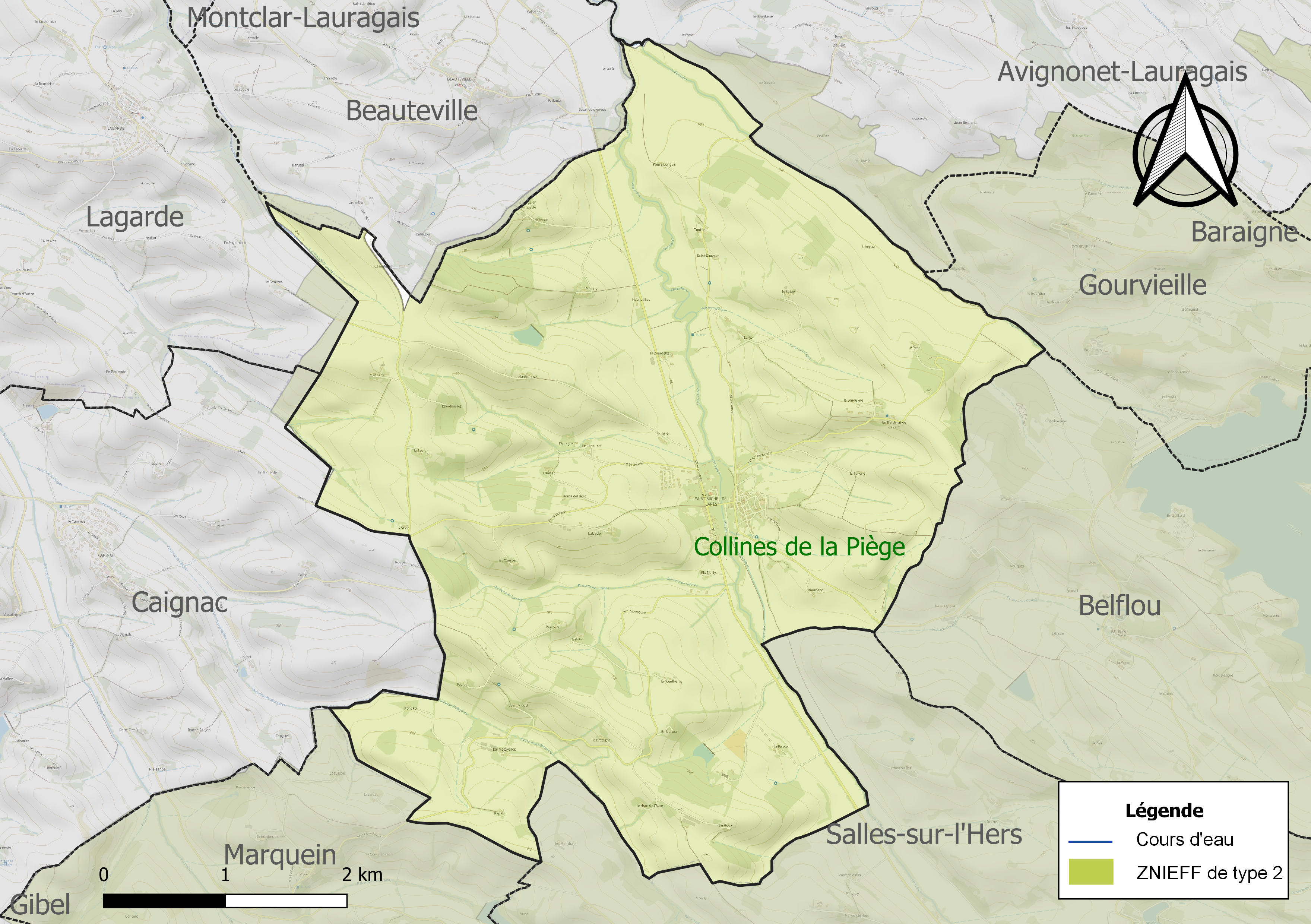
Carte de la ZNIEFF de type 2 localisée sur la commune.

L’inventaire des zones naturelles d'intérêt écologique, faunistique et floristique (ZNIEFF) a pour objectif de réaliser une couverture des zones les plus intéressantes sur le plan écologique, essentiellement dans la perspective d’améliorer la connaissance du patrimoine naturel national et de fournir aux différents décideurs un outil d’aide à la prise en compte de l’environnement dans l’aménagement du territoire.
Une ZNIEFF de type 2 est recensée sur la commune :
les « collines de la Piège » (27 918 ha), couvrant 40 communes dont 38 dans l'Aude et 2 dans la Haute-Garonne.

## Urbanisme

### Typologie
Au 1er janvier 2024, Saint-Michel-de-Lanès est catégorisée commune rurale à habitat dispersé, selon la nouvelle grille communale de densité à 7 niveaux définie par l'Insee en 2022.
Elle est située hors unité urbaine. Par ailleurs la commune fait partie de l'aire d'attraction de Toulouse, dont elle est une commune de la couronne,. Cette aire, qui regroupe 527 communes, est catégorisée dans les aires de 700 000 habitants ou plus (hors Paris),.

### Occupation des sols
L'occupation des sols de la commune, telle qu'elle ressort de la base de données européenne d’occupation biophysique des sols Corine Land Cover (CLC), est marquée par l'importance des territoires agricoles (98,8 % en 2018), en diminution par rapport à 1990 (100 %). La répartition détaillée en 2018 est la suivante : 
terres arables (92,9 %), zones agricoles hétérogènes (5,8 %), forêts (1,2 %). L'évolution de l’occupation des sols de la commune et de ses infrastructures peut être observée sur les différentes représentations cartographiques du territoire : la carte de Cassini (XVIIIe siècle), la carte d'état-major (1820-1866) et les cartes ou photos aériennes de l'IGN pour la période actuelle (1950 à aujourd'hui).

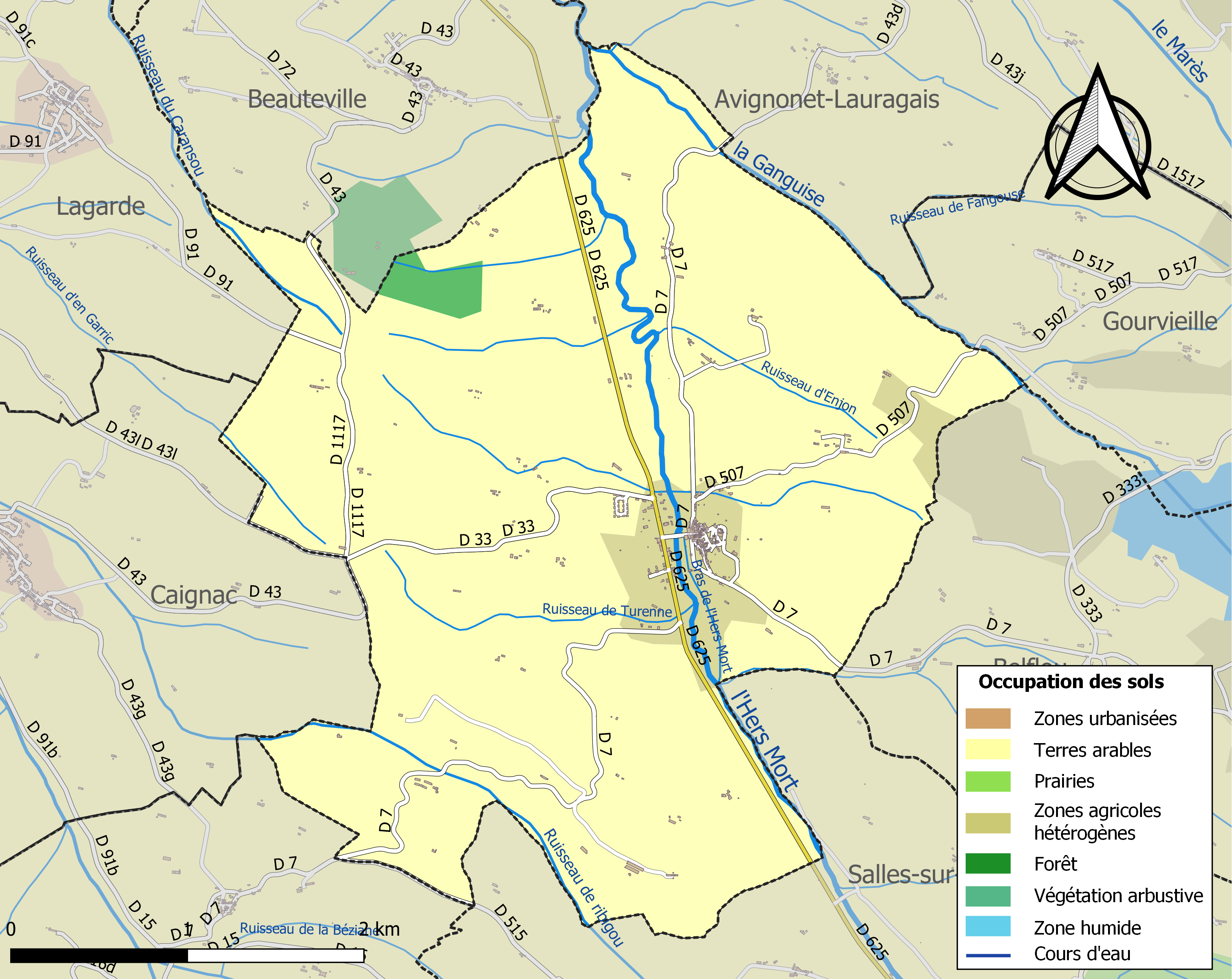
Carte des infrastructures et de l'occupation des sols de la commune en 2018 (CLC).

### Risques majeurs
Le territoire de la commune de Saint-Michel-de-Lanès est vulnérable à différents aléas naturels : météorologiques (tempête, orage, neige, grand froid, canicule ou sécheresse), inondations et séisme (sismicité très faible). Il est également exposé à un risque technologique, la rupture d'un barrage. Un site publié par le BRGM permet d'évaluer simplement et rapidement les risques d'un bien localisé soit par son adresse soit par le numéro de sa parcelle.

#### Risques naturels
Certaines parties du territoire communal sont susceptibles d’être affectées par le risque d’inondation par débordement de cours d'eau, notamment le ruisseau de Glandes. La commune a été reconnue en état de catastrophe naturelle au titre des dommages causés par les inondations et coulées de boue survenues en 1982, 1992, 2009 et 2018,.

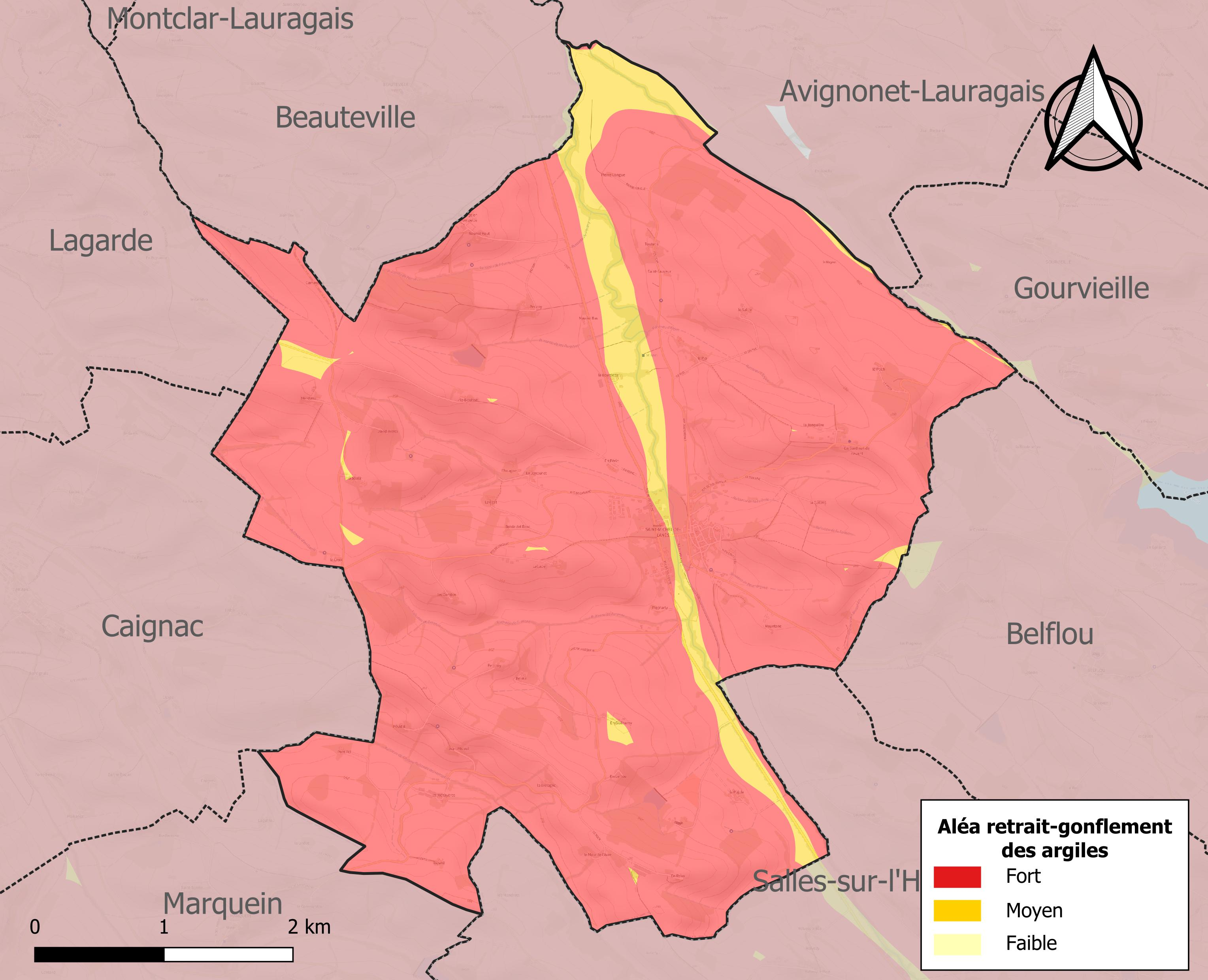
Carte des zones d'aléa retrait-gonflement des sols argileux de Saint-Michel-de-Lanès.

Le retrait-gonflement des sols argileux est susceptible d'engendrer des dommages importants aux bâtiments en cas d’alternance de périodes de sécheresse et de pluie. La totalité de la commune est en aléa moyen ou fort (75,2 % au niveau départemental et 48,5 % au niveau national). Sur les 237 bâtiments dénombrés sur la commune en 2019, 237 sont en aléa moyen ou fort, soit 100 %, à comparer aux 94 % au niveau départemental et 54 % au niveau national. Une cartographie de l'exposition du territoire national au retrait gonflement des sols argileux est disponible sur le site du BRGM,.

#### Risques technologiques
La commune est en outre située en aval du barrage de la Ganguise, de classe A, mis en eau en 1980, d’une hauteur de 34 mètres et retenant un volume de 44,6 millions de mètres cubes. À ce titre elle est susceptible d’être touchée par l’onde de submersion consécutive à la rupture de cet ouvrage.

## Histoire
Les premiers documents connus concernent la paroisse du village et datent du XIIe siècle. Son riche patrimoine historique vient de la culture du pastel au XVIe siècle : moulins pasteliers (disparus), château racheté par Pierre de Cheverry, deux pigeonniers, un calvaire...

## Politique et administration

### Administration municipale
Le nombre d'habitants au recensement de 2011 étant compris entre 100 et 499, le nombre de membres du conseil municipal pour l'élection de 2014 est de onze,.

### Rattachements administratifs et électoraux
Commune faisant partie de la communauté de communes Castelnaudary Lauragais Audois et du canton de Bram (avant le redécoupage départemental de 2014, Saint-Michel-de-Lanès faisait partie de l'ex-canton de Salles-sur-l'Hers).

### Liste des maires
| Période                                  | Période  | Identité            | Étiquette | Qualité                                 |
| ---------------------------------------- | -------- | ------------------- | --------- | --------------------------------------- |
| 1910                                     |          | Jacques Guilhem     |           | Conseiller général du canton de Belpech |
| mars 2001                                | 2008     | Jean Salafa         |           |                                         |
| mars 2008                                | En cours | Thierry Lèguevaques | UMP-LR    |                                         |
| Les données manquantes sont à compléter. |          |                     |           |                                         |

## Population et société

### Démographie
L'évolution du nombre d'habitants est connue à travers les recensements de la population effectués dans la commune depuis 1793. Pour les communes de moins de 10 000 habitants, une enquête de recensement portant sur toute la population est réalisée tous les cinq ans, les populations de référence des années intermédiaires étant quant à elles estimées par interpolation ou extrapolation. Pour la commune, le premier recensement exhaustif entrant dans le cadre du nouveau dispositif a été réalisé en 2005.

En 2022, la commune comptait 487 habitants, en évolution de +4,51 % par rapport à 2016 (Aude : +2,65 %, France hors Mayotte : +2,11 %).
| 1793 | 1800 | 1806 | 1821 | 1831 | 1836 | 1841 | 1846 | 1851  |
| ---- | ---- | ---- | ---- | ---- | ---- | ---- | ---- | ----- |
| 850  | 886  | 905  | 920  | 895  | 912  | 927  | 982  | 1 008 |

| 1856 | 1861 | 1866 | 1872 | 1876 | 1881 | 1886 | 1891 | 1896 |
| ---- | ---- | ---- | ---- | ---- | ---- | ---- | ---- | ---- |
| 933  | 900  | 882  | 905  | 836  | 803  | 742  | 681  | 618  |

| 1901 | 1906 | 1911 | 1921 | 1926 | 1931 | 1936 | 1946 | 1954 |
| ---- | ---- | ---- | ---- | ---- | ---- | ---- | ---- | ---- |
| 605  | 590  | 561  | 505  | 482  | 502  | 405  | 404  | 400  |

| 1962 | 1968 | 1975 | 1982 | 1990 | 1999 | 2005 | 2006 | 2010 |
| ---- | ---- | ---- | ---- | ---- | ---- | ---- | ---- | ---- |
| 344  | 302  | 250  | 228  | 232  | 283  | 329  | 329  | 376  |

| 2015 | 2020 | 2022 | - | - | - | - | - | - |
| ---- | ---- | ---- | - | - | - | - | - | - |
| 466  | 481  | 487  | - | - | - | - | - | - |

## Économie

### Revenus
En 2018  (données Insee publiées en septembre 2021), la commune compte 196 ménages fiscaux, regroupant 462 personnes. La médiane du revenu disponible par unité de consommation est de 22 270 € (19 240 € dans le département).

### Emploi
| Division       | 2008   | 2013   | 2018   |
| -------------- | ------ | ------ | ------ |
| Commune        | 5,6 %  | 8,7 %  | 7,9 %  |
| Département    | 10,2 % | 12,8 % | 12,6 % |
| France entière | 8,3 %  | 10 %   | 10 %   |

En 2018, la population âgée de 15 à 64 ans s'élève à 298 personnes, parmi lesquelles on compte 83,6 % d'actifs (75,7 % ayant un emploi et 7,9 % de chômeurs) et 16,4 % d'inactifs,. Depuis 2008, le taux de chômage communal (au sens du recensement) des 15-64 ans est inférieur à celui de la France et du département.
La commune fait partie de la couronne de l'aire d'attraction de Toulouse, du fait qu'au moins 15 % des actifs travaillent dans le pôle,. Elle compte 46 emplois en 2018, contre 34 en 2013 et 36 en 2008. Le nombre d'actifs ayant un emploi résidant dans la commune est de 229, soit un indicateur de concentration d'emploi de 20,1 % et un taux d'activité parmi les 15 ans ou plus de 67,2 %.
Sur ces 229 actifs de 15 ans ou plus ayant un emploi, 36 travaillent dans la commune, soit 16 % des habitants. Pour se rendre au travail, 85,9 % des habitants utilisent un véhicule personnel ou de fonction à quatre roues, 5,6 % les transports en commun, 4,8 % s'y rendent en deux-roues, à vélo ou à pied et 3,8 % n'ont pas besoin de transport (travail au domicile).

### Activités hors agriculture

#### Secteurs d'activités
31 établissements sont implantés  à Saint-Michel-de-Lanès au 31 décembre 2019. Le tableau ci-dessous en détaille le nombre par secteur d'activité et compare les ratios avec ceux du département,.
| Secteur d'activité                                                                                        | Commune | Commune | Département |
| Secteur d'activité                                                                                        | Nombre  | %       | %           |
| --- | ------- | ------- | ----------- |
| Ensemble                                                                                                  | 31      |         |             |
| Industrie manufacturière, industries extractives et autres                                                | 5       | 16,1 %  | (8,8 %)     |
| Construction                                                                                              | 4       | 12,9 %  | (14 %)      |
| Commerce de gros et de détail, transports, hébergement et restauration                                    | 7       | 22,6 %  | (32,3 %)    |
| Activités immobilières                                                                                    | 1       | 3,2 %   | (5,2 %)     |
| Activités spécialisées, scientifiques et techniques et activités de services administratifs et de soutien | 6       | 19,4 %  | (13,3 %)    |
| Administration publique, enseignement, santé humaine et action sociale                                    | 4       | 12,9 %  | (13,2 %)    |
| Autres activités de services                                                                              | 4       | 12,9 %  | (8,8 %)     |

Le secteur du commerce de gros et de détail, des transports, de l'hébergement et de la restauration est prépondérant sur la commune puisqu'il représente 22,6 % du nombre total d'établissements de la commune (7 sur les 31 entreprises implantées  à Saint-Michel-de-Lanès), contre 32,3 % au niveau départemental.

### Agriculture
La commune est dans le Lauragais, une petite région agricole occupant le nord-ouest du département de l'Aude,. En 2020, l'orientation technico-économique de l'agriculture  sur la commune est la polyculture et/ou le polyélevage.
|               | 1988 | 2000 | 2010 | 2020 |
| ------------- | ---- | ---- | ---- | ---- |
| Exploitations | 16   | 15   | 14   | 10   |
| SAU (ha)      | 562  | 440  | 469  | 333  |

Le nombre d'exploitations agricoles en activité et ayant leur siège dans la commune est passé de 16 lors du recensement agricole de 1988  à 15 en 2000 puis à 14 en 2010 et enfin à 10 en 2020, soit une baisse de 37 % en 32 ans. Le même mouvement est observé à l'échelle du département qui a perdu pendant cette période 60 % de ses exploitations,. La surface agricole utilisée sur la commune a également diminué, passant de 562 ha en 1988 à 333 ha en 2020. Parallèlement la surface agricole utilisée moyenne par exploitation a baissé, passant de 35 à 33 ha.

### Enseignement
Saint-Michel-de-Lanès fait partie de l'académie de Montpellier.

### Culture et festivité
Concert (orgue), fête locale fin septembre,

### Sports
Chasse, pétanque, randonnée pédestre,

### Écologie et recyclage

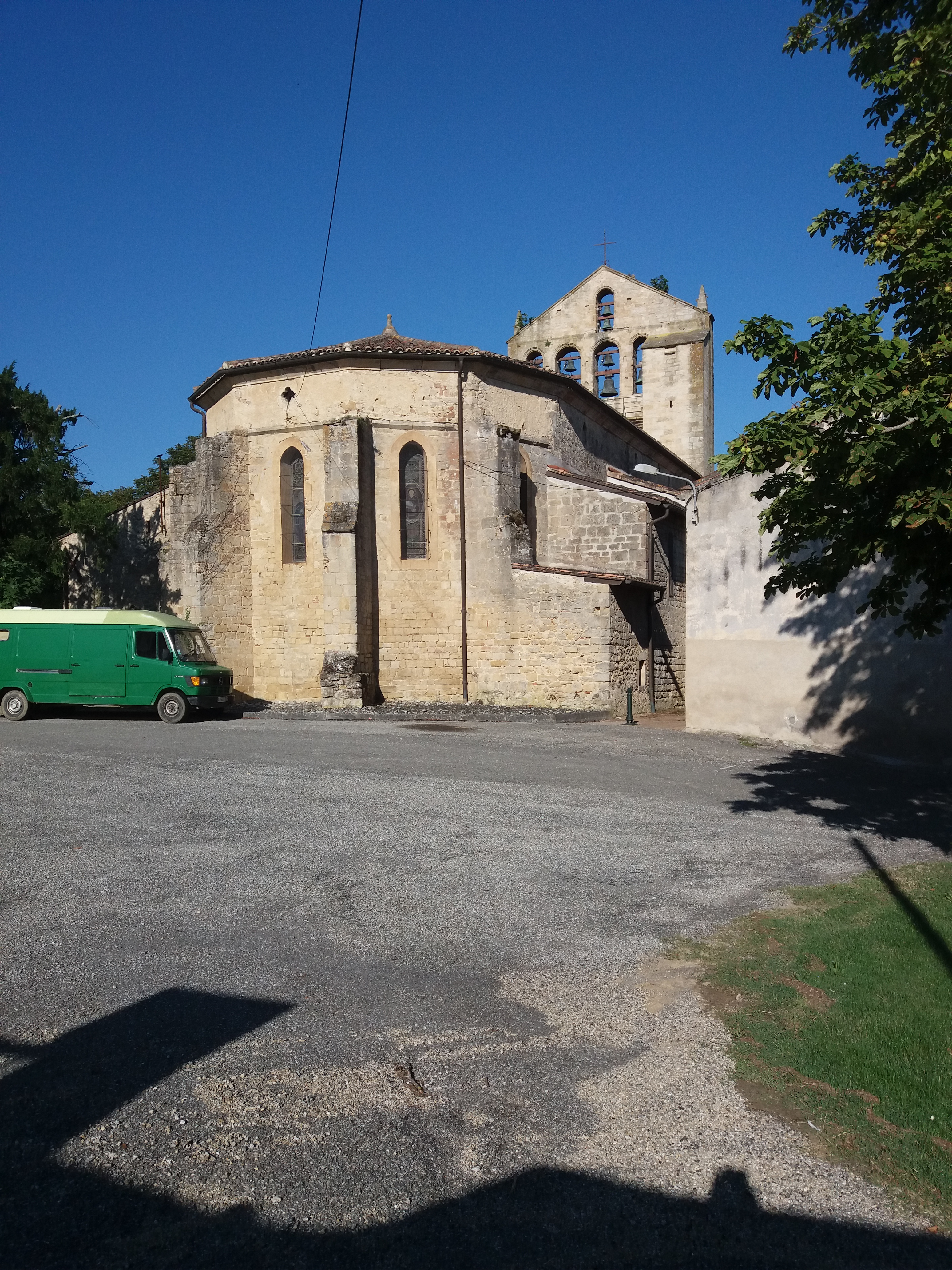
Église Saint-Michel de Saint-Michel-de-Lanès

## Culture locale et patrimoine

### Lieux et monuments
- Église Saint-Michel, à clocher-mur. L'église, ainsi que le calvaire attenant ont été inscrits au titre des monuments historiques en 2007[41].
- Château de Saint-Michel-de-Lanès.

### Personnalités liées à la commune
- Jacques Guilhem (1874-1951), homme politique, sénateur de l'Aude.

### Héraldique
| Blason de Saint-Michel-de-Lanès | Blason  | Écartelé d'argent et de gueules.                 |
| Blason de Saint-Michel-de-Lanès | Détails | Le statut officiel du blason reste à déterminer. |